# Germantown Avenue-11th & 12th Streets Line
Die Germantown Avenue-11th & 12th Streets Line ist eine außer Betrieb gestellte Straßenbahnstrecke in Philadelphia im US-Bundesstaat Pennsylvania, auf deren Streckenverlauf seit der Stilllegung 1992 die Buslinie Route 23 verkehrt. Sie war einst die längste Straßenbahnlinie der Stadt und geht auf die Germantown Avenue Line zurück, welche bereits 1859 eröffnet wurde. Eine Wiederinbetriebnahme als Straßenbahnlinie hat in den Planungen der Verkehrsbetriebe Philadelphias, der SEPTA, eine hohe Priorität, wurde jedoch wegen fehlender Gelder bereits mehrfach verschoben.

## Streckenverlauf
| \| \| \| Bethlehem Pike Loop (Chestnut Hill Loop) \| \| \| \| Chestnut Hill West \| \| \| \| Chestnut Hill West Line zur Philadelphia Suburban Station \| \| \| \| Chestnut Hill \| \| \| \| East Mount Airy \| \| \| \| Morton \| \| \| \| Lokale Tangentiallinie durch Germantown \| \| \| \| Germantown Avenue & Chelten Avenue \| \| \| \| Germantown \| \| \| \| Steilstrecke am Loudoun Park \| \| \| \| Chestnut Hill East Line nach Chestnut Hill East \| \| \| \| Warminster Line nach Warminster \| \| \| \| Germantown Avenue & Windrim Avenue \| \| \| \| Wayne Junction \| \| \| \| Warminster Line zur Philadelphia 30th Street Station \| \| \| \| Roosevelt Expressway \| \| \| \| Nicetown \| \| \| \| Wayne-Erie Line nach Wayne Avenue & Carpenter Lane \| \| \| \| Erie Avenue Line nach Erie Avenue Venango Street \| \| \| \| Erie Station Broad Street Line zum Fern Rock Transportation Center \| \| \| \| Broad Street Line nach Pattison \| \| \| \| Wayne-Erie Line nach 10th Street & Luzern Street \| \| \| \| Erie Avenue Line nach Torresdale Avenue & Cottman Avenue \| \| \| \| North Philadelphia \| \| \| \| Northeast Corridor \| \| \| \| Abzweig der nördlichen Fahrtrichtung aus der 11th Street \| \| \| \| Führung der südlichen Fahrtrichtung auf die 10th Street \| \| \| \| Warminster Line \| \| \| \| Führung der südlichen Fahrtrichtung auf die 12th Street \| \| \| \| Parallelverkehr auf der 12th und 11th Street \| \| \| \| Glenwood \| \| \| \| North Central Philadelphia \| \| \| \| Yorktown \| \| \| \| Girard Avenue & 12th Street, Girard Avenue & 11th Street \| \| \| \| Girard Avenue Line \| \| \| \| Callowhill \| \| \| \| Vine Street Expressway \| \| \| \| Chinatown \| \| \| \| Market Street & 12th Street \| \| \| \| 11th Street Station Market–Frankford Subway-Elevated Line \| \| \| \| Midtown Village \| \| \| \| Hawthorne \| \| \| \| Newbold \| \| \| \| Lower Moyamensing \| \| \| \| 10th& Bigler \| \| \| \| Blockumfahrung über Oregon Avenue, Marvine, Bigler und 10th Street \| |  |                                                                    |                                                                    |
| |  | Bethlehem Pike Loop (Chestnut Hill Loop)                           |                                                                    |
| Kopfbahnhof Streckenanfang · U-Bahn-Haltepunkt / Haltestelle (Strecke außer Betrieb) |  | Chestnut Hill West                                                 | Chestnut Hill West                                                 |
| Strecke nach rechts · U-Bahn-Strecke (außer Betrieb) |  | Chestnut Hill West Line zur Philadelphia Suburban Station          | Chestnut Hill West Line zur Philadelphia Suburban Station          |
| U-Bahn-Strecke (außer Betrieb) |  | Chestnut Hill                                                      | Chestnut Hill                                                      |
| U-Bahn-Strecke (außer Betrieb) |  | East Mount Airy                                                    | East Mount Airy                                                    |
| U-Bahn-Strecke (außer Betrieb) |  | Morton                                                             | Morton                                                             |
| U-Bahn-Haltepunkt / Haltestelle quer (Strecke außer Betrieb) · U-Bahn-Kreuzung (Strecken außer Betrieb) |  | Lokale Tangentiallinie durch Germantown                            | Lokale Tangentiallinie durch Germantown                            |
| U-Bahn-Haltepunkt / Haltestelle (Strecke außer Betrieb) |  | Germantown Avenue & Chelten Avenue                                 | Germantown Avenue & Chelten Avenue                                 |
| U-Bahn-Strecke (außer Betrieb) |  | Germantown                                                         | Germantown                                                         |
| U-Bahn-Strecke (außer Betrieb) |  | Steilstrecke am Loudoun Park                                       | Steilstrecke am Loudoun Park                                       |
| Strecke von links · U-Bahn-Kreuzung mit Eisenbahn geradeaus unten (Strecke geradeaus außer Betrieb) |  | Chestnut Hill East Line nach Chestnut Hill East                    | Chestnut Hill East Line nach Chestnut Hill East                    |
| Abzweig geradeaus und von links · U-Bahn-Kreuzung mit Eisenbahn geradeaus unten (Strecke geradeaus außer Betrieb) |  | Warminster Line nach Warminster                                    | Warminster Line nach Warminster                                    |
| Strecke · U-Bahn-Haltepunkt / Haltestelle (Strecke außer Betrieb) |  | Germantown Avenue & Windrim Avenue                                 | Germantown Avenue & Windrim Avenue                                 |
| Bahnhof · U-Bahn-Strecke (außer Betrieb) |  | Wayne Junction                                                     | Wayne Junction                                                     |
| Strecke nach rechts · U-Bahn-Strecke (außer Betrieb) |  | Warminster Line zur Philadelphia 30th Street Station               | Warminster Line zur Philadelphia 30th Street Station               |
| |  | Roosevelt Expressway                                               |                                                                    |
| U-Bahn-Strecke (außer Betrieb) |  | Nicetown                                                           | Nicetown                                                           |
| U-Bahn-Strecke quer (außer Betrieb) · U-Bahn-Abzweig geradeaus und von rechts (Strecke außer Betrieb) |  | Wayne-Erie Line nach Wayne Avenue & Carpenter Lane                 | Wayne-Erie Line nach Wayne Avenue & Carpenter Lane                 |
| U-Bahn-Strecke (außer Betrieb) |  | Erie Avenue Line nach Erie Avenue Venango Street                   | Erie Avenue Line nach Erie Avenue Venango Street                   |
| U-Bahn-Strecke von links (im Tunnel) · U-Bahn-Turmbahnhof geradeaus oben (Strecke geradeaus außer Betrieb) |  | Erie Station Broad Street Line zum Fern Rock Transportation Center | Erie Station Broad Street Line zum Fern Rock Transportation Center |
| U-Bahn-Strecke nach rechts (im Tunnel) · U-Bahn-Strecke (außer Betrieb) |  | Broad Street Line nach Pattison                                    | Broad Street Line nach Pattison                                    |
| U-Bahn-Strecke (außer Betrieb) |  | Wayne-Erie Line nach 10th Street & Luzern Street                   | Wayne-Erie Line nach 10th Street & Luzern Street                   |
| U-Bahn-Abzweig geradeaus und nach links (Strecke außer Betrieb) |  | Erie Avenue Line nach Torresdale Avenue & Cottman Avenue           | Erie Avenue Line nach Torresdale Avenue & Cottman Avenue           |
| U-Bahn-Strecke (außer Betrieb) |  | North Philadelphia                                                 | North Philadelphia                                                 |
| Strecke quer · U-Bahn-Kreuzung mit Eisenbahn geradeaus unten (Strecke geradeaus außer Betrieb) |  | Northeast Corridor                                                 | Northeast Corridor                                                 |
| U-Bahn-Strecke von links (außer Betrieb) · U-Bahn-Abzweig geradeaus und nach rechts (Strecke außer Betrieb) |  | Abzweig der nördlichen Fahrtrichtung aus der 11th Street           | Abzweig der nördlichen Fahrtrichtung aus der 11th Street           |
| U-Bahn-Bahnhof (Strecke außer Betrieb) · U-Bahn-Bahnhof (Strecke außer Betrieb) |  | Führung der südlichen Fahrtrichtung auf die 10th Street            | Führung der südlichen Fahrtrichtung auf die 10th Street            |
| U-Bahn-Kreuzung mit Eisenbahn geradeaus unten (Strecke geradeaus außer Betrieb) · U-Bahn-Kreuzung mit Eisenbahn geradeaus unten (Strecke geradeaus außer Betrieb) |  | Warminster Line                                                    | Warminster Line                                                    |
| U-Bahn-Abzweig nach links und von links (Strecke außer Betrieb) · U-Bahn-Abzweig nach rechts und von rechts (Strecke außer Betrieb) |  | Führung der südlichen Fahrtrichtung auf die 12th Street            | Führung der südlichen Fahrtrichtung auf die 12th Street            |
| U-Bahn-Bahnhof (Strecke außer Betrieb) · U-Bahn-Bahnhof (Strecke außer Betrieb) |  | Parallelverkehr auf der 12th und 11th Street                       | Parallelverkehr auf der 12th und 11th Street                       |
| U-Bahn-Strecke (außer Betrieb) · U-Bahn-Strecke (außer Betrieb) |  | Glenwood                                                           | Glenwood                                                           |
| U-Bahn-Strecke (außer Betrieb) · U-Bahn-Strecke (außer Betrieb) |  | North Central Philadelphia                                         | North Central Philadelphia                                         |
| U-Bahn-Strecke (außer Betrieb) · U-Bahn-Strecke (außer Betrieb) |  | Yorktown                                                           | Yorktown                                                           |
| U-Bahn-Bahnhof (Strecke außer Betrieb) · U-Bahn-Bahnhof (Strecke außer Betrieb) |  | Girard Avenue & 12th Street, Girard Avenue & 11th Street           | Girard Avenue & 12th Street, Girard Avenue & 11th Street           |
| U-Bahn-Kreuzung (Strecke geradeaus außer Betrieb) · U-Bahn-Kreuzung (Strecke geradeaus außer Betrieb) |  | Girard Avenue Line                                                 | Girard Avenue Line                                                 |
| U-Bahn-Strecke (außer Betrieb) · U-Bahn-Strecke (außer Betrieb) |  | Callowhill                                                         | Callowhill                                                         |
| |  | Vine Street Expressway                                             |                                                                    |
| U-Bahn-Strecke (außer Betrieb) · U-Bahn-Strecke (außer Betrieb) |  | Chinatown                                                          | Chinatown                                                          |
| U-Bahn-Bahnhof (Strecke außer Betrieb) · U-Bahn-Strecke (außer Betrieb) |  | Market Street & 12th Street                                        | Market Street & 12th Street                                        |
| U-Bahn-Kreuzung geradeaus oben (Strecke geradeaus außer Betrieb) · U-Bahn-Turmbahnhof geradeaus oben (Strecke geradeaus außer Betrieb) |  | 11th Street Station Market–Frankford Subway-Elevated Line          | 11th Street Station Market–Frankford Subway-Elevated Line          |
| U-Bahn-Strecke (außer Betrieb) · U-Bahn-Strecke (außer Betrieb) |  | Midtown Village                                                    | Midtown Village                                                    |
| U-Bahn-Strecke (außer Betrieb) · U-Bahn-Strecke (außer Betrieb) |  | Hawthorne                                                          | Hawthorne                                                          |
| U-Bahn-Strecke (außer Betrieb) · U-Bahn-Strecke (außer Betrieb) |  | Newbold                                                            | Newbold                                                            |
| U-Bahn-Strecke (außer Betrieb) · U-Bahn-Strecke (außer Betrieb) |  | Lower Moyamensing                                                  | Lower Moyamensing                                                  |
| U-Bahn-Strecke (außer Betrieb) · U-Bahn-Bahnhof (Strecke außer Betrieb) |  | 10th& Bigler                                                       | 10th& Bigler                                                       |
| U-Bahn-Strecke nach links (außer Betrieb) · U-Bahn-Strecke nach rechts (außer Betrieb) |  | Blockumfahrung über Oregon Avenue, Marvine, Bigler und 10th Street | Blockumfahrung über Oregon Avenue, Marvine, Bigler und 10th Street |

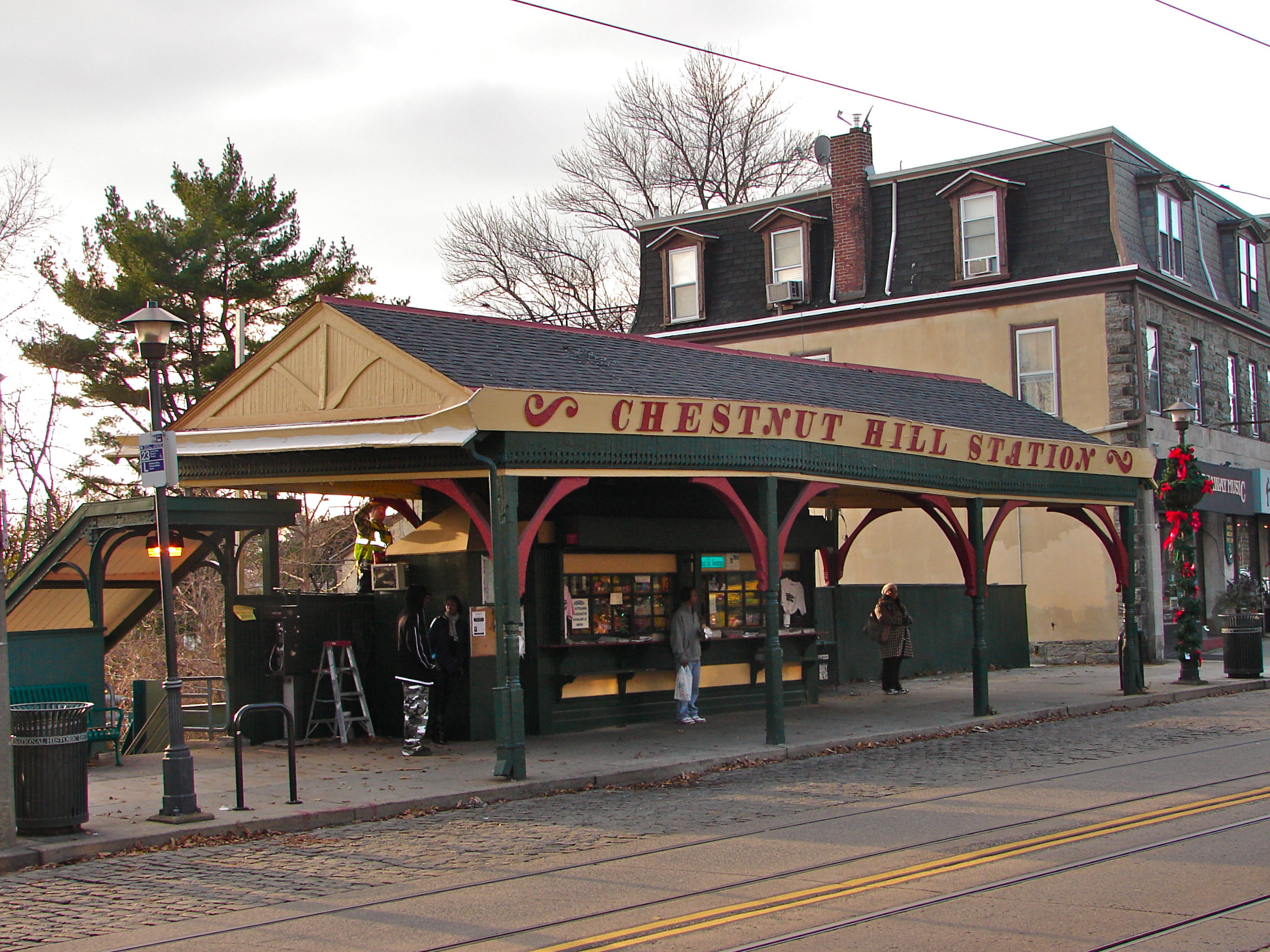
Die Bahnsteigüberdachung am Bahnhof Chestnut Hill West

Die Germantown Avenue-11th & 12th Streets Line beginnt am Bethlehem Pike Loop (Alternativbezeichnung Chestnut Hill Loop) am Bahnhof Chestnut Hill West auf der gleichnamigen Anhöhe und führt von dort aus über die Germantown Avenue nach Germantown. Dabei bewältigt die Linie zunächst eine Steilstrecke, bevor sie die Viertel Mount Airy und Morton durchquert. Nachdem die Linie das Stadtzentrum von Germantown verlassen hat, folgt sie weiterhin der Germantown Avenue nach Philadelphia und passiert dabei den Park der Villa Loudoun, wo sich eine weitere Steilstrecke befindet. Unmittelbar danach werden die Warminster Line und Chestnut Hill East Line am Bahnhof Weyne Junction unterquert. Entlang von Nicetown führt die Strecke zur Kreuzung mit der Broad Street. Dort werden die ehemaligen Straßenbahnlinien 53 und 56 auf der Erie Avenue gekreuzt, außerdem besteht eine Umsteigemöglichkeit zur U-Bahn-Linie Broad Street Line an der Erie Station. Nachdem die Bahnstrecke des Northeast Corridor unterquert wurde, führt die Strecke weiter über die Germantown Avenue bis zur Kreuzung mit der Huntingdon Street durch North Philadelphia. Die südliche Fahrtrichtung wird hier über die unmittelbar weiter südlich abzweigende 10th Street und die Susquehanna Avenue zur 12th Street geführt, wobei sie die in Richtung Norden verlaufenden Gleise von der 11th Avenue kreuzt, die erst weiter nördlich über die Huntingdon Street auf die Germantown Avenue geleitet werden. Bis zur südlichen Wendeschleife wird die südliche Fahrtrichtung über die 12th Street und nördliche über die 11th Street durch Philadelphia geleitet. Dabei werden Glenwood, North Central Philadelphia und Yorktown durchquert, bevor die Straßenbahnlinie Girard Avenue Line an der Kreuzung mit dem gleichnamigen Straßenzug gekreuzt wird. Weiter führt die Strecke durch die Stadtviertel West Poplar und Callowhill, um ins Stadtzentrum zu gelangen´, wo an der Kreuzung mit der Market Street eine Umsteigemöglichkeit zur U-Bahn-Linie Market–Frankford Subway-Elevated Line besteht. In Süd-Philadelphia werden die Stadtteile Midtown Village, Hawthorne, Newbold und Lower Moyamensing angebunden, bevor die Strecke in einer Blockumfahrung über die Oregon Avenue, Marvine Street, Bigler Street und 10th Street endet.

## Geschichte

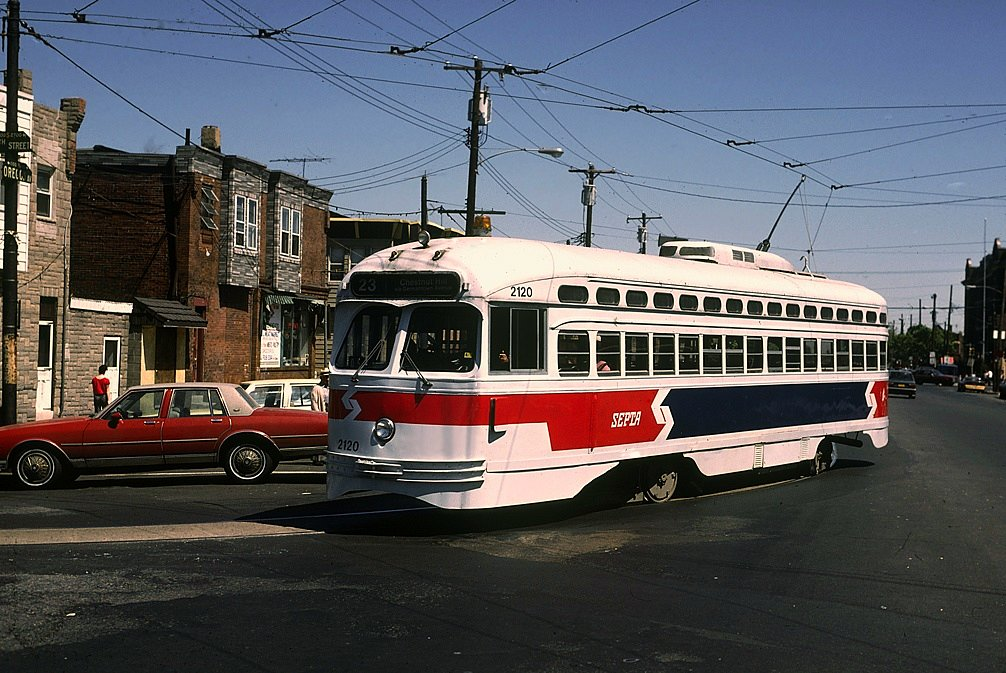
Ein PCC-Straßenbahnwagen auf der Oregon Avenue am 11. Mai 1985

Die Betrieb auf der Germantown Avenue wurde bereits 1858 als Pferdestraßenbahn aufgenommen, welche die nordöstliche Vorstadt Germantown von der Endstation auf Höhe der Phil-Ellena Street aus mit der 8th Street in Philadelphia verband und löste eine Pferdeomnibuslinie ab, welche seit 1851 auf der Strecke verkehrte. Die Errichtung der Strecke erfolgte durch die Germantown Passenger Rail Way Company. Am 21. April 1858 Begann der Fahrbetrieb unter der Leitung der Commonwealth of Pennsylvania, welche die Strecke dafür angemietet hatte. Schon bald wurden die Straßenbahnwagen durch 2500 Fahrgäste am Tag frequentiert. Der Fahrpreis betrug sieben cent für eine Fahrt auf gesamter Linienlänge. Da auf einem kurzen Abschnitt entlang des Parks der Villa Loudoun die Steigung für die Zugpferde zu hoch war, wurde am unteren Ende der Steilstrecke ein so genanntes hill-horse (wörtlich: Hügelpferd) stationiert, welches zur Unterstützung bei der Bergauffahrt eingesetzt wurde. Die erste Erweiterung der Strecke war eine lokale Tangentiallinie durch Germantown über die Chellen Avenue, wodurch sich im Laufe der Jahre am Kreuzungspunkt der beiden Linien das Stadtzentrum der Vorstadt entwickelte. 1881 wurde die Strecke an die People’s Passenger Railway Company vermietet. Diese wurde 1893 in die People’s Traction Company umbenannt und ließ die Germantown Avenue Line im selben Jahr elektrifizieren. Am 6. September 1895 wurde die Betreibergesellschaft in die Union Traction Company integriert, welche wiederum am 1. Juli 1902 für 999 Jahre an die  Philadelphia Rapid Transit Company vermietet wurde, welche auch als Philadelphia Transportation Company bekannt war.
Zum Ende des 18. Jahrhunderts wurden auch Verlängerungen nach Chestnut Hills und die umliegenden Ortschaften nordwestlich von Germantown verwirklicht. Als erste Etappe wurde 1894 die Verlängerung der Strecke auf den namensgebenden Hügel Chestnut Hill eröffnet, welcher die zweite Etappe bis zur Northwest Avenue und nach Erdenheim in 1898 folgte. Bereits diese Erweiterungen standen in der öffentlichen Kritik. Als die Strecke erneut erweitert werden sollte und in der Bethlehem Pike in Erdenheim bereits Gleise gelegt worden waren, wurden diese von Einwohnern entlang der geplanten Verlängerung in der Nacht nach der Verlegung entfernt und abtransportiert. Als Reaktion darauf beschloss der Vorsitzende der Union Traction Company, des damaligen Aufgabenträgers der Linie, die Linie von der geplanten Strecke zurückzuziehen und durch die Hillcrest Avenue bis zum White City Amusement Park zu führen. Auch diese Pläne wurden nicht verwirklicht und die Endstation blieb auf dem Chestnut Hill womit die Linie ihre größte Ausdehnung in nordwestliche Richtung an der dortigen Endstation am Bethlehem Pike Loop erreichte.
Zunächst wurde jedoch nicht die gesamte Strecke von einer Linie befahren, sondern von der Mermaid & Chestnut Hill Line zwischen Chestnut Hill und Germantown sowie der Germantown Avenue Line zwischen Germantown und Philadelphia. In letztere Linie wurden 1890 die Straßenbahnlinien auf der 4th und 5th Street integriert, sodass die Linie bis zur Snyder Avenue im Süden Philadelphias erweitert wurde und die Bezeichnung Pelham Line erhielt. 1913 wurden die Mermaid & Chestnut Hill Line und die Pelham Line zu einer Linie zusammengefasst, die nun in Philadelphia über die 10th und 11th Street geleitet wurde und somit zur Germantown Avenue-10th & 11th Streets Line umbenannt wurde. Die nächste Erweiterung führte die Linie in südliche Richtung bis zur Kreuzung mit der Ritner Street. 1926 erreichte die Linie ihre weiteste Ausdehnung nach Süden mit einer Endstation auf Höhe der Pattison Avenue. Erst 1957 folgte eine geringe Verkürzung der Linie, wobei die südliche Endstation um wenige hundert Meter an die weiter nördlich gelegene Bigler Street verlegt wurde. Die letzte große Veränderung des Linienverlaufes fand gleichzeitig mit der Einführung von Liniennummern 1953 statt, als die Germantown Avenue-10th and 11th Streets Line mit der 12th and 13th Streets Line zu einer Linie verbunden wurden. Da nun nur noch die Strecken auf der 11th und der 12th Street befahren wurden, änderte sich die Bezeichnung ein letztes Mal zur Germantown Avenue-11th & 12th Streets Line. Zugleich wurde der Linie die Liniennummer 23 zugeteilt.
PCC-Wagen sollten eigentlich bereits 1942 auf der Linie verkehren. Die Straßenbahnwagen der bestellten Serie aus 100 Fahrzeugen erwiesen sich jedoch als ungeeignet für die Bewältigung der Steilstrecke nach Chestnut Hill und wurden ins Luzern Depot überstellt, wo sie auf anderen Linien zum Einsatz kamen. Die Lieferung einer weiteren Serie Straßenbahnwagen mit stärkeren Motoren wurde durch die Materialknappheit während des Zweiten Weltkriegs verhindert. Als sich in der Nachkriegszeit die Passagierzahlen verringerten, wurde die Bestellung auf 85 neue PCC-Wagen angepasst. 1947 bis 1948 wurden die Straßenbahnwagen auf der Linie eingeführt. In den achtziger Jahren wiederum stiegen die Passagierzahlen so stark an, dass der Philadelphia Inquirer die Linie 23 als SEPTA´s Rolling Cash Register, also als Rollende Kasse der SEPTA bezeichnete.
Bereits 1990 wurde die Stilllegung des Straßenbahnbetriebs auf der Linie 23 und der Linien 15 sowie 56 vorbereitet. Die SEPTA verkaufte zunächst die Ausstattung von vielen hundert Straßenbahnwagen. 1992 wurde der Betrieb der Straßenbahn beendet und durch Dieselbusse ersetzt, die seitdem auf der Linie 23 fahren. Die Einstellung sollte zunächst vorübergehend sein, da die SEPTA vorsah, bis 1997 neue Straßenbahnen als Ersatz des überalterten Rollmaterials aus PCC-Wagen anzuschaffen. Zu einer erneuten Betriebsaufnahme kam es seither jedoch nicht.

## Entwicklung der Strecke und Buslinie

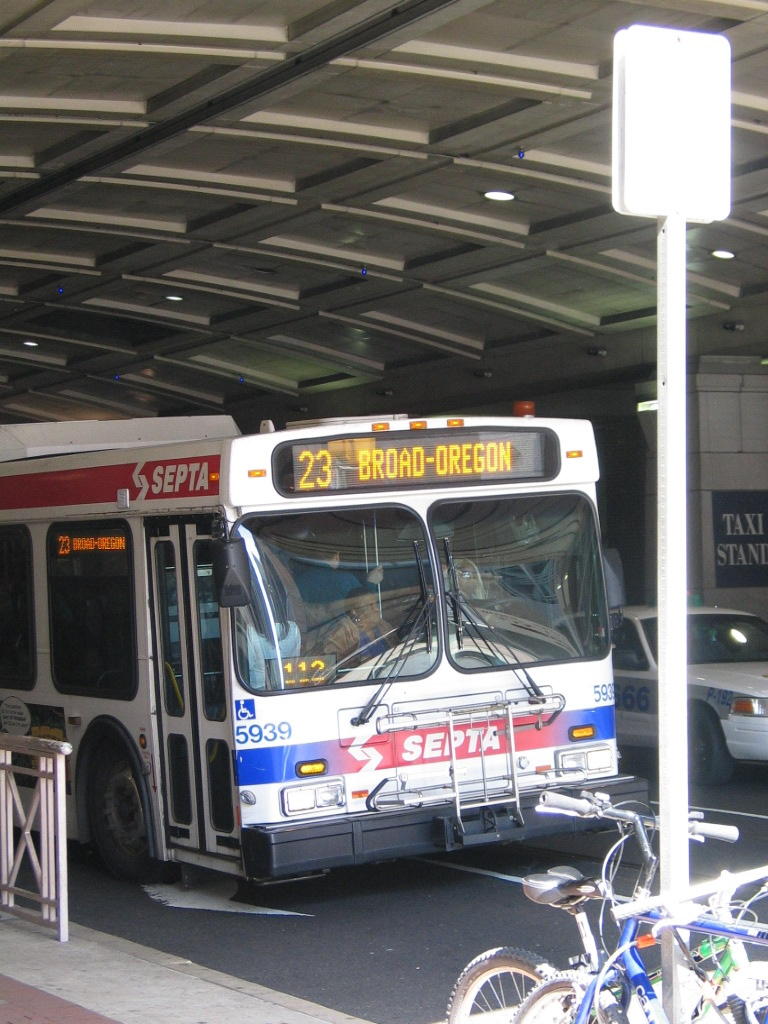
Ein Bus auf der Linie 23

Seit der Stilllegung der Straßenbahn ist die Strecke in einigen Bereichen so stark verfallen, dass 2005 an gefährlichen Stellen die Gleise entfernt wurden, welche über das Straßenniveau hinausragten. In einen Streckenabschnitt in Mt. Airy wiederum wurden zwischen der Allens Lane und Mermaid Lane 17 Millionen Dollar durch das Pennsylvania Department of Transportation in die Erneuerung der Germantown Avenue investiert, wobei Gleise und Oberleitungen inklusive der Fahrleitungsmasten vollständig erneuert wurden, um eine erneute Betriebsaufnahme der Straßenbahn durch die SEPTA zu ermöglichen. Unterstützt wird der Erhalt und die Erneuerung der Strecke auch durch Anwohner der Strecke. Eine wichtige Rolle spielt dabei die einstige Bedeutung der Germantown Avenue Line für die Stadtentwicklung im Streckenverlauf.
In erster Linie konnte durch die Einführung der Dieselbusse die Fahrzeit der Linie etwa halbiert werden: Während ein Straßenbahnwagen die Strecke in etwa drei Stunden bewältigte, benötigen die Busse heute eigentlich nur noch ungefähr 90 Minuten für die Fahrt. Diese Zeit wird aber meistens nicht erreicht, da die Pünktlichkeitsquote der Busse nur bei 64 % liegt, was nur von fünf weiteren Linien der SEPTA unterschritten wird. Täglich werden bei 254 Busfahrten 22.801 Fahrgäste befördert, wodurch die Linie 23 die am stärksten frequentierte Linie im Straßenverkehr Philadelphias ist. Teilweise sind die Busse so überfüllt, dass Fahrgäste an den Haltestellen nicht mehr zusteigen können. Zur Lösung des Problems der Pünktlichkeit gab die SEPTA im März 2015 bekannt, die Linie im November 2015 in zwei neue Buslinien aufzuspalten. Dazu soll die Linie 23 weiterhin den nördlichen Linienteil befahren, wogegen im Abschnitt südlich des Stadtzentrums zukünftig die neue Linie 45 verkehren soll. Da nicht mehr die Wendeschleife der Straßenbahn an der Bigler Street durchfahren wird, ist der neue südliche Endpunkt die Oregon Avenue.
Eine wichtige Bedeutung kommt der Linie zu, da sie die Viertel mit Einwohnern unterschiedlichster Ethnie und Einkommen verbindet.

### Pläne zur Wiedereinführung der Straßenbahn
Planungen aus 2010 sahen vor, die Straßenbahn zwischen 2011 und 2018 wieder in Betrieb zu nehmen. 2011 wurde der Zeithorizont dazu jedoch auf 2015–2022 zurückgestellt. Die Ausgabenplanung der SEPTA verschob das Wiedereröffnungsdatum erneut zurück auf die Jahre 2016 bis 2023. 2015 gab die SEPTA wiederum bekannt, zwei Millionen $ für eine Machbarkeitsstudie zur Inbetriebnahme zwischen 2021 und 2027 bereitzustellen.